# لهمن
لهمن (به آلمانی: Lehmen) یک شهر در آلمان است که در ماین-کبلنتس واقع شده‌است. لهمن ۱٬۴۲۹ نفر جمعیت دارد.